# Pierre Soulé
Pierre Soulé (Castillon-en-Couserans, 31 de agosto de 1801 - Nueva Orleans, 26 de marzo de 1870) fue un abogado, político y diplomático francés naturalizado estadounidense. Ejerció como senador de los Estados Unidos por Luisiana de 1849 a 1853, cuando renunció para aceptar el nombramiento como ministro de los Estados Unidos para España, cargo que ocupó hasta 1855.
Es probablemente más conocido por su papel en la redacción del Manifiesto de Ostende de 1854, parte de un intento de los esclavistas sureños de obtener apoyo para que Estados Unidos se anexionase Cuba. Algunos dueños de plantaciones del sur querían expandir su territorio al Caribe y a América Central. El Manifiesto fue denunciado rotundamente, especialmente por los antiesclavistas y Soulé fue criticado personalmente.
Nacido y criado en Francia, Soulé se exilió por sus actividades revolucionarias. Se mudó a Gran Bretaña y luego a los Estados Unidos, donde se estableció en Nueva Orleans y se convirtió en abogado, entrando más tarde en la política.